# Polinezijski štakor
Polinezijski štakor ili Pacifički štakor (lat. Rattus exulans, maorski: kiore) treća je najraširenija vrsta štakora u svijetu, odmah iza smeđeg i crnog štakora. Svoje podrijetlo vuče iz Jugoistočne Azije, odakle se proširio polinezijskim otocima, uključujući Novi Zeland, Uskršnji otok i Havaje. Sa srodnim vrstama dijeli osobinu prilagodljivosti različitim vrstama staništa, od savane i makije do tropskih kišnih šuma. Djelovanjem čovjeka, naselio se i u gradove i sela, gdje stvara velike štete na poljoprivrednim zemljištima.

## Opis

### Izgled
Vrlo je sličan drugim vrstama štakora, posebno bijelim i crnim. Ima velike i okrugle uši, izduženu njušku i kratke noge. Dlaka mu je na leđima tamnosmeđa do crna, a na trbuhu je bijela. Ima tanko tijelo, mjereno od njuške do repa dugo 15 centimetara, nešto kraće od ostalih štakora bliskih ljudima. Na pojedinim otocima pronađeni su još i kraći primjerci (do 11 cm). Rep je razmjerno dugačak u odnosu na ostatak tijela.

### Ponašanje
Kao i većina glodavaca, Polinezijski štakor je noćna životinja. Vrlo je vješti penjač te se često gnijezdi na drveću. Svoje značajke razmnožavanja i spolnog sustava dijele s drugim vrstama: plodno razdoblje (estrus) traje 21-24 dana i javlja se dvaput godišnje, u proljeće i ljeti. Trudnoća traje oko 28 dana, a ženka prosječno okoti 6-11 mladunaca.
Usamljena je životinja i veći dio života provede sama. Mužjaci i ženke susreću se jedino radi parenja.

### Prehrana
Polinezijski štakori su svejedi (omnivore) i njihova se prehrana uglavnom sastoji od sjemenki, voća, lišća, kukaca, crva, pauka, manjih guštera i ajvanskih jaja. Poznati su po stručnosti u pronalasku mjesta za skrivanje hrane, a znaju i kako uskladištiti sjemenku a da ne proklije. Svoju hranu ne skrivaju samo radi prirodnih neprijatelja, već i loših vremenskih uvjeta (kiša), kao i od drugih vrsta štakora. Osim u zemlji, hranu skrivaju i na granama drveća, dok oni na Novom Zelandu hranu skrivaju na palmama nikau.

### Rasprostranjenost
Prilagodio se uvjetima života raznih staništa, uključujući i plaže tropskih otoka, priobalnu makiju i planinske livade do 1300 metara nadmorske visine. Rasprostranjen je na Pacifiku i u Jugoistočnoj Aziji. Budući da ne mogu plivati na velike ualjenosti, Polineziju su naselili tijekom ljudske selidbe polinezijskih otoka prije 2 000 godina, te bili među prvim predstavnicima glodavaca na tom području.
Smatra se kako je polinezijski štakor ima značajnu ulogu u deforestaciji Uskršnjih otoka, zbog pretjerane konzumacije plodova mjesnih vrsta palmi, onemogućujući time rast novih stabala. Prema znanstvenim istraživanjima, polinezijski je štakor Novi Zeland naselio oko 1280.

## Poveznice
- Fauna Novog Zelanda